# Astragalus cibarius
Astragalus cibarius es una  especie de planta herbácea perteneciente a la familia de las leguminosas. Se encuentra en Estados Unidos.

## Distribución
Es una planta herbácea perennifolia que se encuentra en  Colorado, Idaho, Montana, Nevada, Utah y Wyoming.

## Taxonomía
Astragalus cibarius fue descrita por  Edmund Perry Sheldon y publicado en Minnesota Botanical Studies 1(3): 149–150, en el año 1894.
Etimología
Astragalus: nombre genérico derivado del griego clásico άστράγαλος y luego del Latín astrăgălus aplicado ya en la antigüedad, entre otras cosas, a algunas plantas de la familia Fabaceae, debido a la forma cúbica de sus semillas parecidas a un hueso del pie.
cibarius: epíteto latíno que significa  "de alimento".
Sinonimia
- Astragalus arietinus M.E. Jones
- Astragalus cuspidocarpus E. Sheld.
- Astragalus lentiginosus var. cuspidocarpus (E.Sheld.)M.E.Jones
- Astragalus missouriensis var. cuspidocarpus (E.Sheld.)M.E.Jones
- Astragalus thermalis Greene
- Astragalus webberi var. cibarius (E.Sheld.)M.E.Jones
- Xylophacos cibarius (E. Sheld.) Rydb.
- Xylophacos cuspidocarpus (E. Sheld.) Rydb.[5]